# Microhyle fadella
Microhyle fadella là một loài bướm đêm thuộc phân họ Arctiinae, họ Erebidae.